# 드리나강

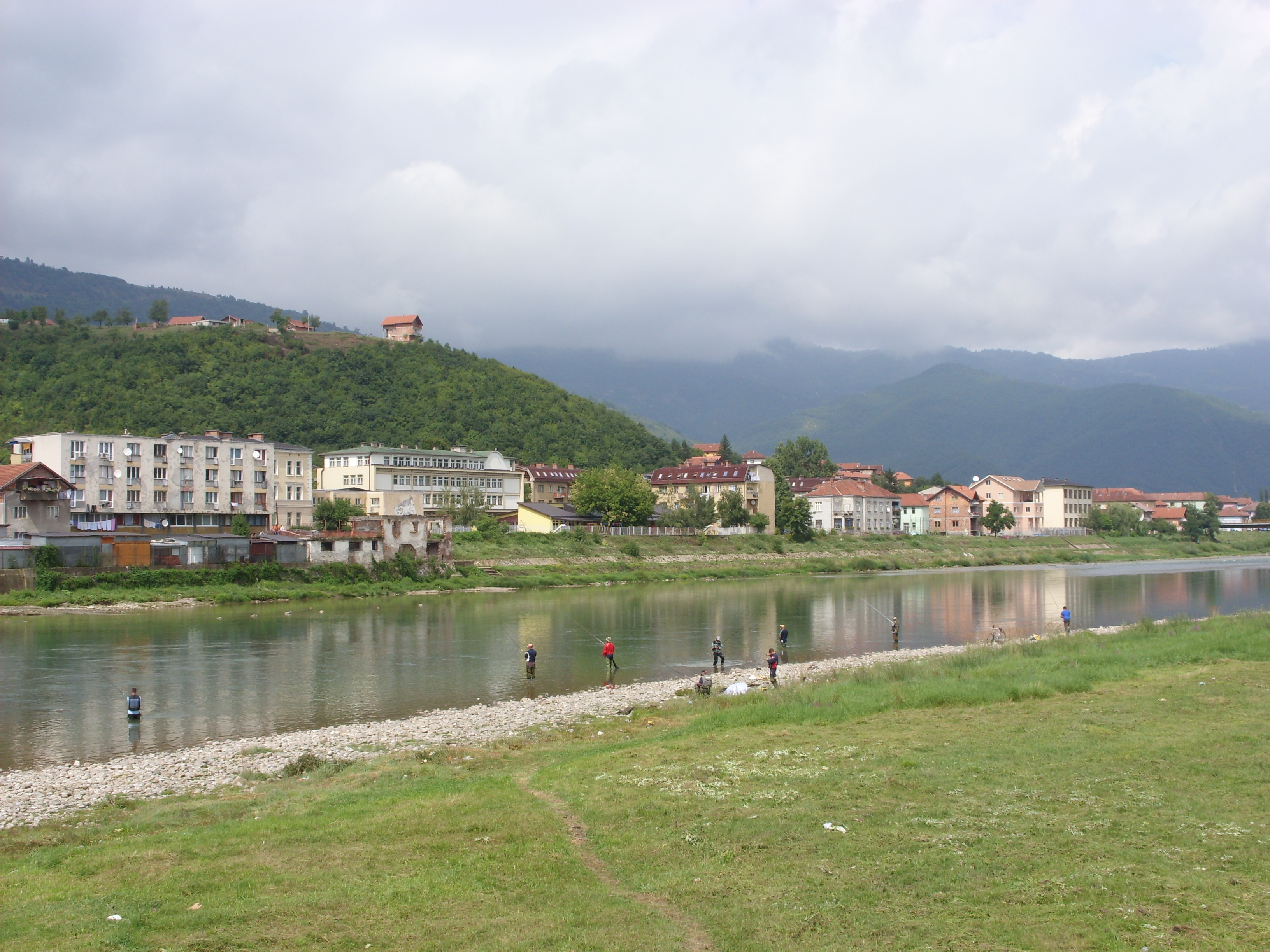

드리나강은 보스니아 헤르체고비나의 강이다.
드리나강을 형성하는 두 개의 합류점에서 하구까지 드리나강은 346 km를 흐른다. 녹색강물로 인하여 세르비아인들은 드리나강을 <질룐까>(녹색)라고 부르기도 한다. 상류에서 드리나강은 계곡과 좁은 산골짜기를 통과하여 선회하며 흐르고, 그것 덕분에 발칸반도에서 가장 아름다운 강 중 하나로 꼽힌다.
드리나강에는 두 개의 수원이 있다. 피바와 타라이다. 피바와 타라는 북서 헤르체고비나를 따라 흐르고, 훔 근처에서 합류하는데, 그 합류점이 드라나강의 시작으로 간주된다. 그곳에서부터 드리나강은 세르비아와 보스니아의 국경을 따라서 사바- 보산의 라치 근처에서 흐르는 - 로 흐른다. 드리나강을 끼고 있는 주요도시로는 보스니아의 포차, 고라즈데, 비셰그라드, 즈보르니크와 세르비아의 바이나 바슈타와 로즈니차가 있다. 드리나강은 사바강의 가장 큰 지류이다.
비셰그라드에 있는 드리나강을 관통하는 메흐메드 파샤 소콜로비치 다리는 세계문화유산이다. 역사적으로 드리나강은 오랜 옛날부터 서로마와 동로마제국의 자연적 국경이었고, 이후에는 가톨릭과 동방정교회의 접경이었다. 오스만의 압제시절 이슬람교의 유입은 오늘날까지도 드리나강 연안 사람들의 행동과 삶에 영향을 끼친다. 수세기 동안 이곳에는 다양한 민족과 종교가 있었다. 하지만 그들의 공존은 심심찮게 많은 분쟁을 야기하였다. 1차 세계대전 당시 드리나강에서는 오스트리아-헝가리 제국과 세르비아 군 사이에 몇 차례 혈전이 일어났다. 보스니아 내전 당시 1992년부터 1995년 사이에 일어난 내전때 포차와 고라즈데에 유엔의 평화지역으로 선포된 것은 잘 알려진 슬픈 사실이다.
유고슬라비아의 작가 이보 안드리치는 자신의 저서 <드리나강의 다리>에서 고향인 비셰그라드시에 문학적인 기념비를 세웠다. 이것으로 그는 노벨문학상을 수상했다.